# 三熊野神社 (掛川市)
三熊野神社（みくまのじんじゃ、英語: Mikumano Jinja）は、静岡県掛川市の神社である。近代社格制度における社格は県社。

## 概要
静岡県掛川市西大渕に鎮座する神社である。近隣には横須賀城が立地する。文武天皇の命により701年（旧暦大宝元年）に創建された。祭神は家津美御子神、伊邪那美神、事解男神の3柱であり、熊野三山から勧請された。文武天皇により同時に創建された御前崎市の高松神社、掛川市の小笠神社とともに「遠州の熊野三山」と称される。大祭での祢里行事は国により記録作成等の措置を講ずべき無形の民俗文化財として選択されており、三社祭礼囃子や地固め舞と田遊びは静岡県により無形民俗文化財に指定されている。

## 祭神
- 家津美御子神[2]
- 伊邪那美神[2]
- 事解男神[2]

## 歴史

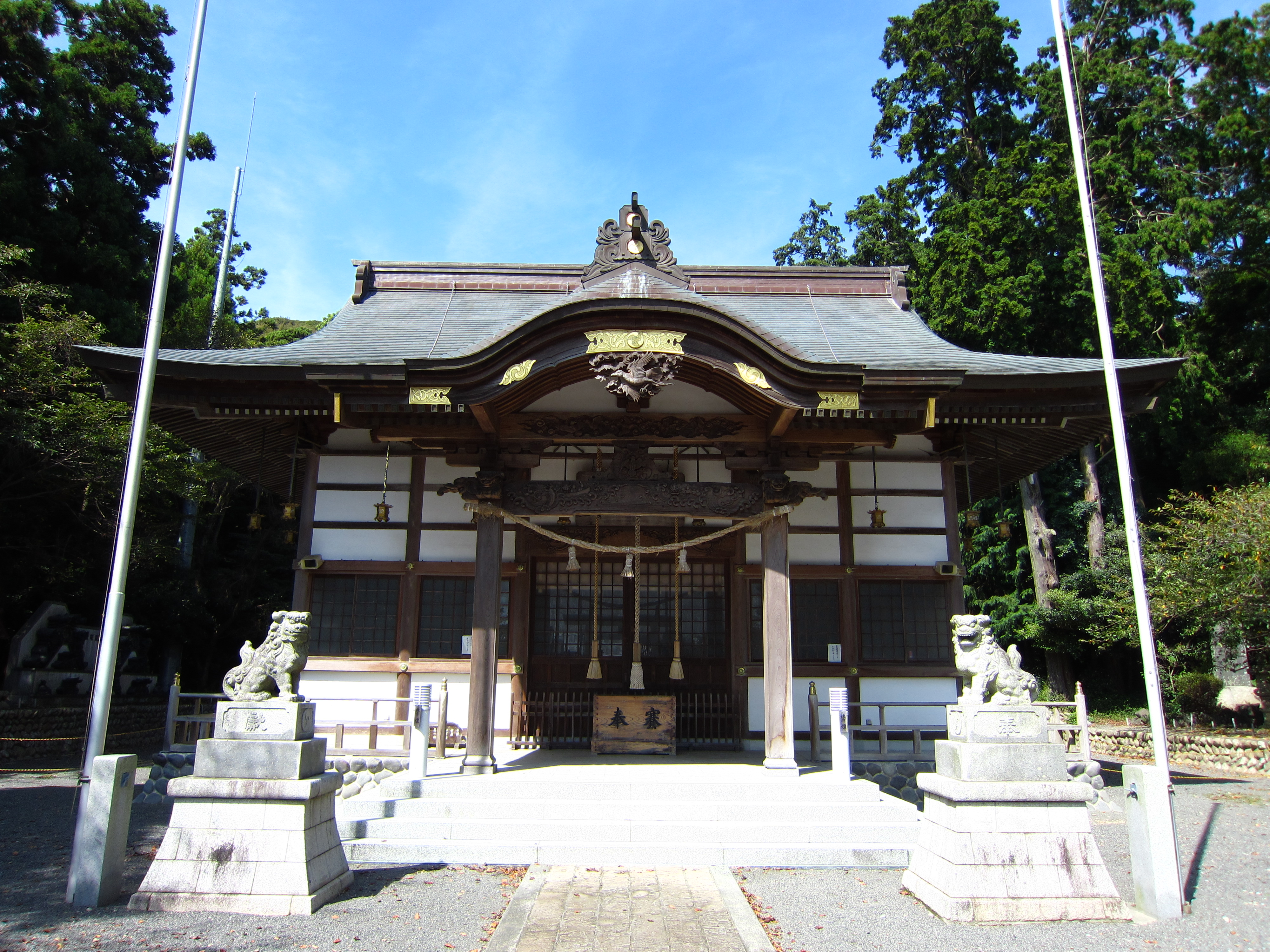
拝殿（2011年9月9日撮影）

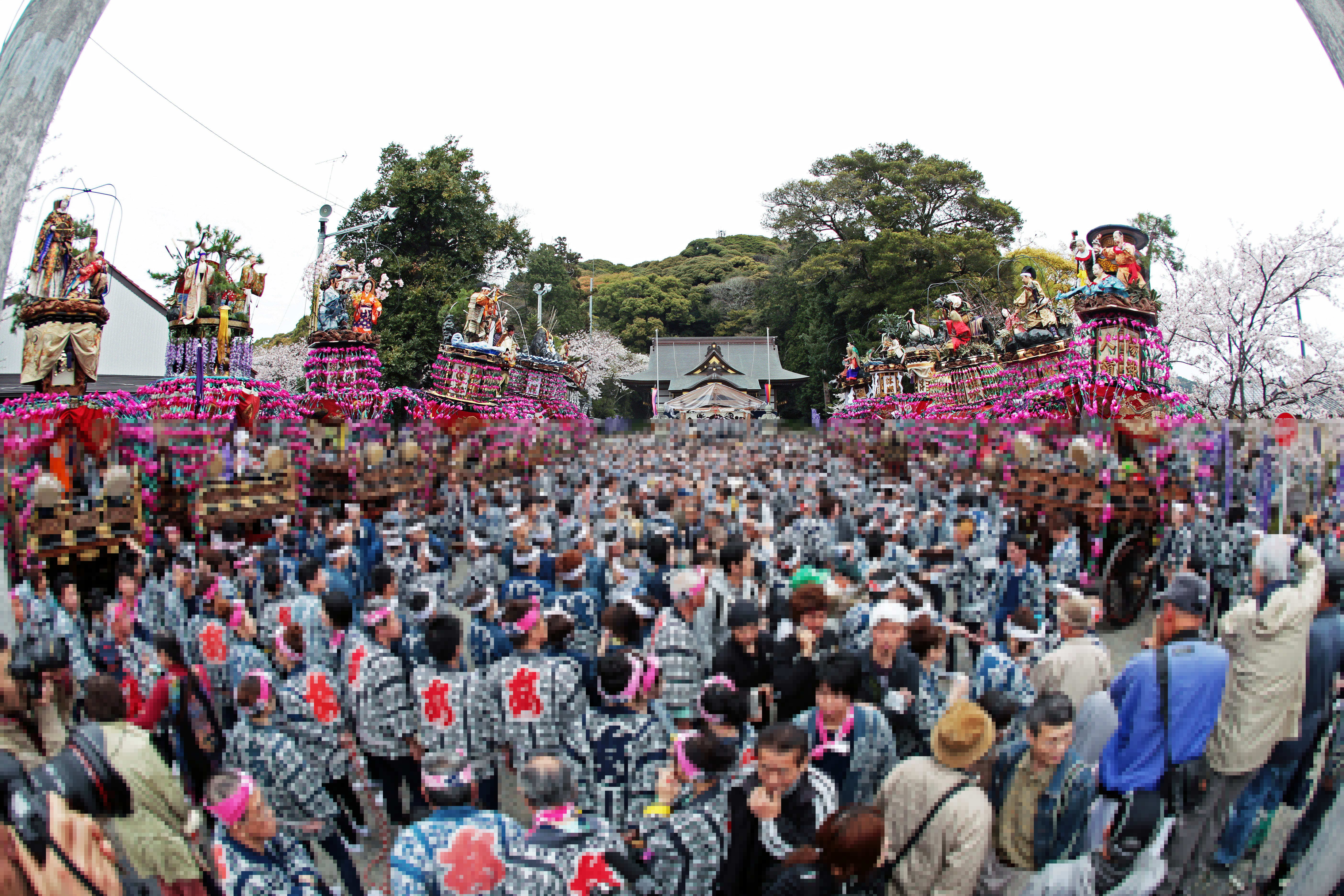
大祭にて境内に並ぶ二輪屋台（2009年4月4日撮影）

文武天皇により大宝年間（7世紀）に創建されて以降、熊野信仰などを背景に住民からの信仰を集めた。
文武天皇の皇后である藤原宮子が熊野三山に「安産にて皇子誕生せば、東に三つのお社を建てまつり、日夜敬い申し上げる」と誓願したところ無事安産となった神恩に感謝し、701年（旧暦大宝元年）に三熊野神社が創建された。三熊野神社は熊野三山のうち熊野本宮大社を勧請したもので、朝廷から神領として笠原庄を与えられた。
1335年（旧暦建武2年元旦）には新田義貞が戦勝祈願のために参拝しており、楠木正成の鈴を奉納した。1578年（旧暦天正6年）に徳川家康が横須賀城を築城すると、以降は歴代の城主や家臣から崇敬されるとともに、横須賀城下や近隣の村々から広く信仰を集めた。1854年（嘉永7年）には立川昌敬の手により本殿が建造された。
また、三熊野神社は、その大祭が広く知られている。既に元禄年間（1690年前後）には祭礼が存在していたとされるが、当時は氏子らによる舞踊が主であった。その後、横須賀藩の藩主であった西尾忠尚が江戸幕府の老中に就任し、江戸での公務の際に見聞した神田祭や山王祭を地元に伝えたことから、1720年前後に屋台の引き廻し等が祭礼に導入された。また、西尾の家臣らは江戸で祭囃子を習得しており、それが横須賀に齎され三社祭礼囃子として今に伝わったとされる。大祭の三社祭礼囃子は1955年（昭和30年）に静岡県指定無形民俗文化財の第1号となった。1989年（平成元年）3月22日には大祭での地固め舞と田遊びが静岡県指定無形民俗文化財に指定された。また、2019年（平成31年）3月28日には大祭の祢里行事が文化庁長官により記録作成等の措置を講ずべき無形の民俗文化財として選択された。

## 境内
三熊野神社の境内には、諏訪神社、天神社、奥野神社の3社が鎮座している。諏訪神社には建御名方神と大国主神が祭神として祀られている。天神社には天満天神が祭神として祀られている。奥野神社には奥野左衛門是吉卿が祭神として祀られている。

## 祭事・年中行事

### 大祭

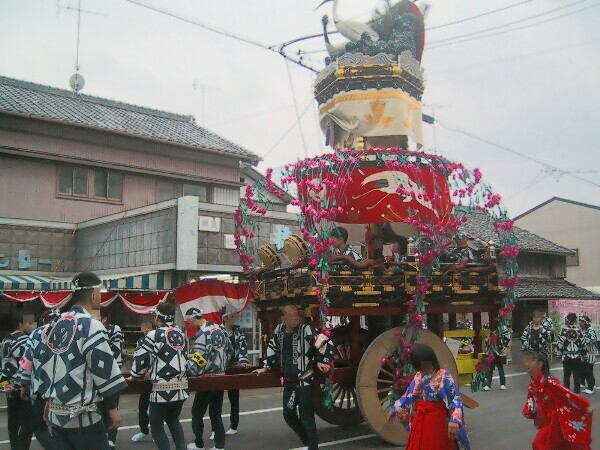
大祭での二輪屋台

4月の第1金曜日から3日間にわたり、三熊野神社では例祭が行われる。この例祭は「遠州横須賀三熊野神社大祭」と呼ばれており、神輿の行列や二輪屋台「祢里」の引き廻しが行われ、例年多くの観光客を集めている。

### 神子抱き神事

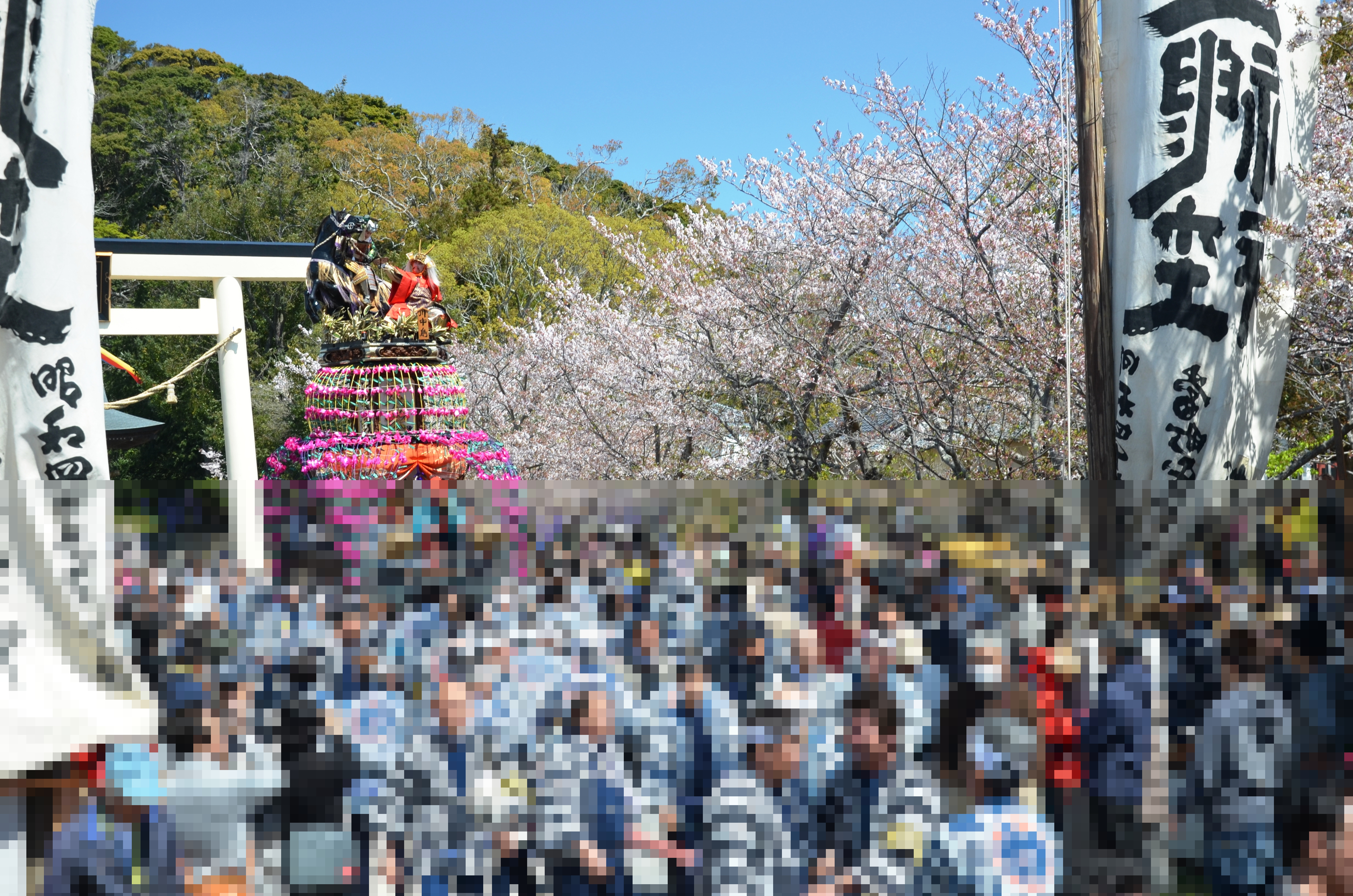
大祭（2015年4月4日撮影）

祭神が子授けの神、安産の神であることから、大祭2日目に神子抱き神事が行われる。この神事では、参拝者は「おねんねこさま」と呼ばれる神子人形を抱いて渡御行列に加わる。遠方から子授け祈願に来る者も多く、大祭のもうひとつの名物となっている。

### 三社祭礼囃子
大祭にて引き廻される二輪屋台では、三社祭礼囃子が披露される。

## 文化財

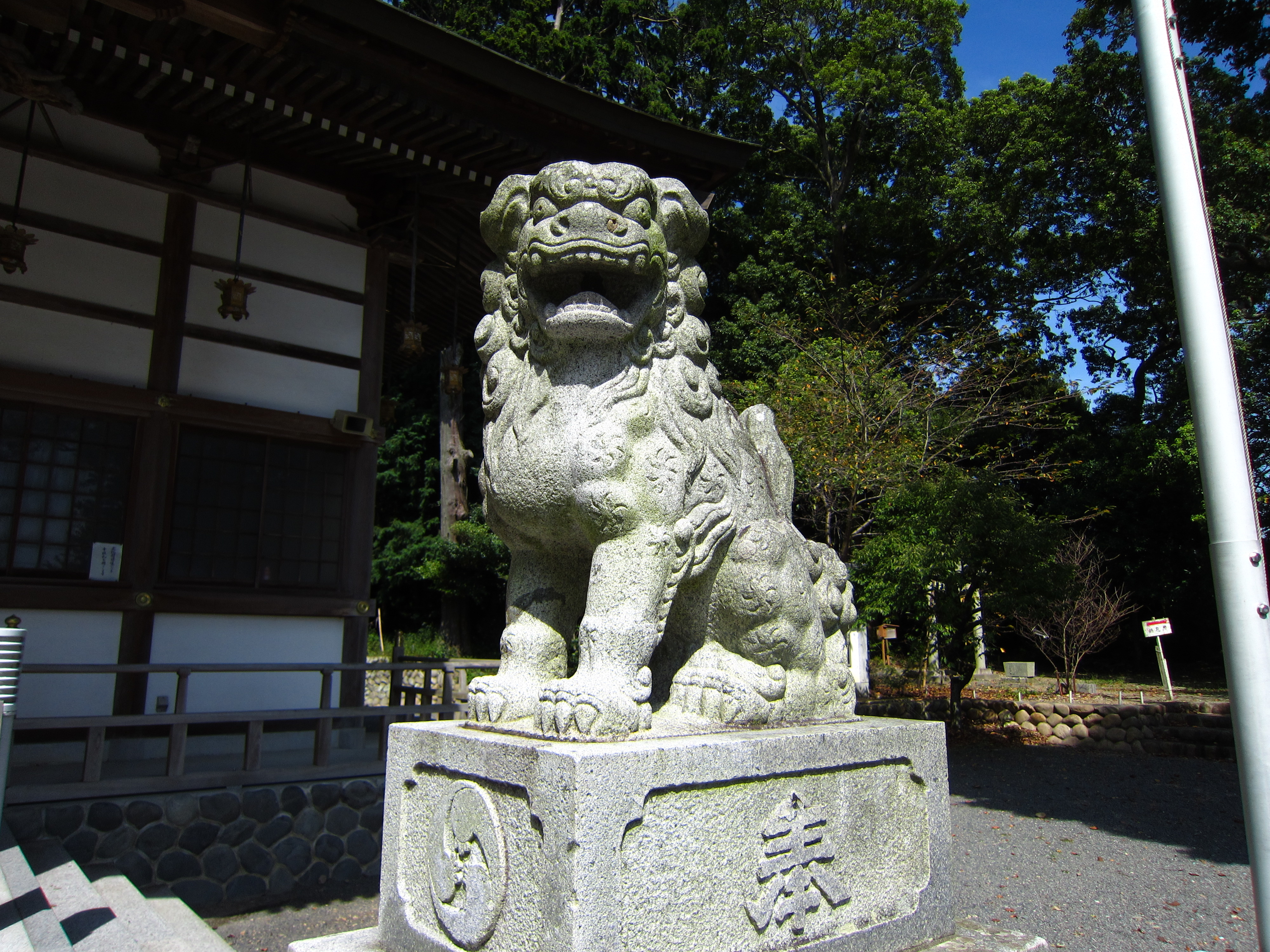
狛犬（2011年9月9日撮影）

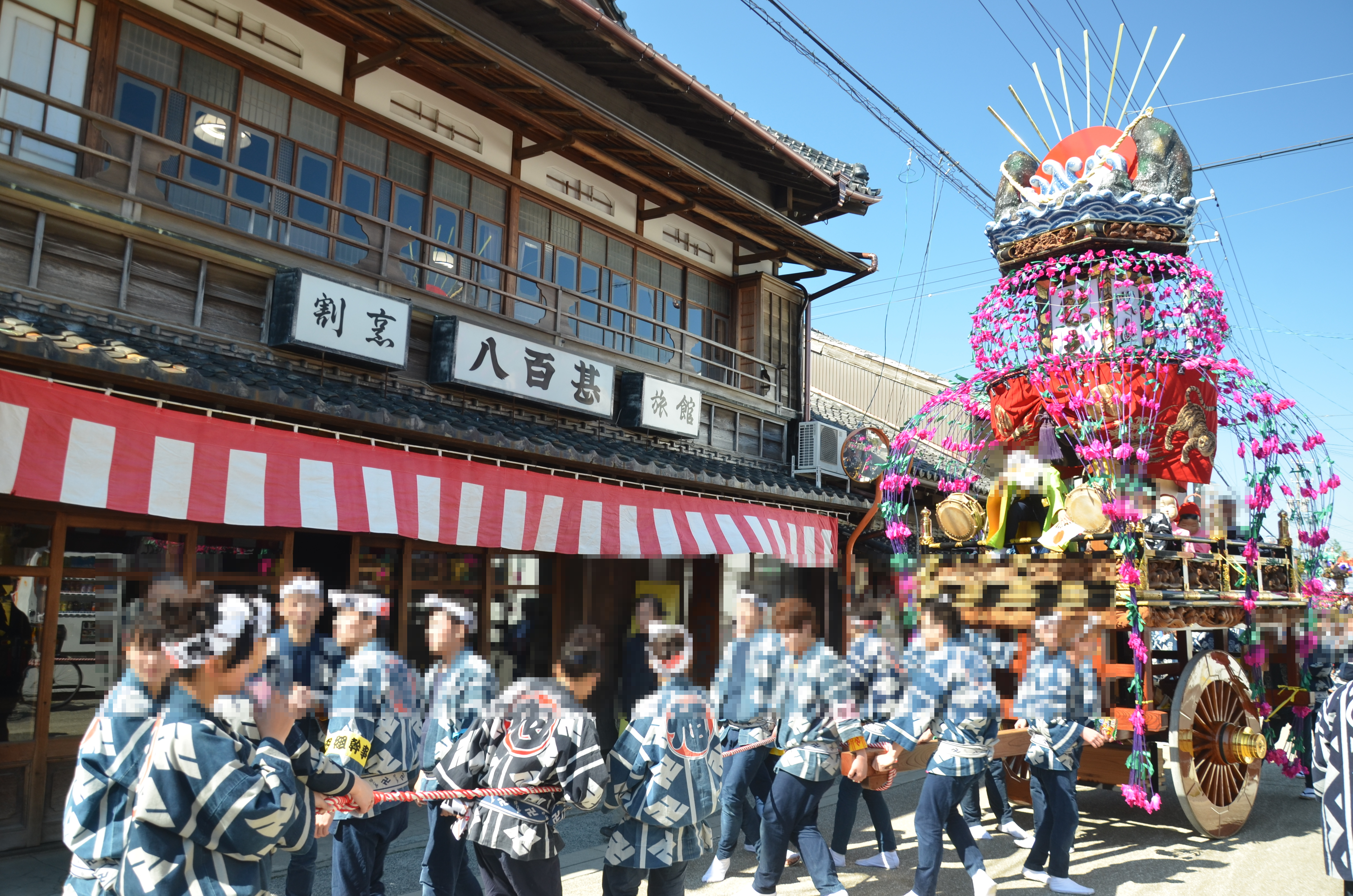
大祭で市内を引き廻される二輪屋台（2014年4月5日撮影）

以下の文化財が静岡県および掛川市の有形文化財に指定されている。三熊野神社の本殿は立川昌敬によって建造されたものだが、多様な彫刻は立川流建築の特徴をよく示しているとされ、素木のものとしては貴重であることから「三熊野神社本殿」として静岡県指定有形文化財に指定されている。また、三熊野神社に本多利長が奉納した三十六歌仙を描いた絵馬35点、西尾家が奉納した絵馬7点、王江蘋の筆による絵馬1点、大久保一丘の筆による絵馬1点、の計44点が「三熊野神社絵馬」として静岡県指定有形文化財に指定されている。さらに、三熊野神社の天狗の面が「三熊野神社天狗の面」として、境内の狛犬が「三熊野神社こま犬」として、それぞれ掛川市指定有形文化財に指定されている。
なお、三熊野神社に関連する民俗文化財としては、遠州横須賀三熊野神社祭礼保存会の「三熊野神社大祭の祢里行事」が国により記録作成等の措置を講ずべき無形の民俗文化財として選択されている。また、三社祭礼囃子保存会の「三社祭礼囃子」と、三熊野神社の地固め舞と田遊び保存会の「三熊野神社の地固め舞と田遊び」が、それぞれ静岡県指定無形民俗文化財に指定されている。

### 静岡県指定有形文化財（建造物）
- 三熊野神社本殿[9]

### 静岡県指定有形文化財（絵画）
- 三熊野神社絵馬[16]

### 掛川市指定有形文化財（彫刻）
- 三熊野神社天狗の面[17]
- 三熊野神社こま犬[17]

## 関連人物
- 文武天皇
- 藤原宮子
- 新田義貞
- 徳川家康
- 西尾忠尚